# Kenyon Hopkins
Kenyon Hopkins (* 15. Januar 1912 in Coffeyville, Kansas; † 7. April 1983 in Princeton, New Jersey) war ein US-amerikanischer Komponist, Arrangeur und Dirigent mit Schwerpunkten in den Bereichen Jazz, Klassik und Filmmusik. Er schuf einige bedeutende musikalische Werke unter anderem für das US-amerikanische Kino der 1950er und 1960er Jahre. Darunter Kompositionen für Filme wie Baby Doll – Begehre nicht des anderen Weib, Die zwölf Geschworenen oder Haie der Großstadt.

## Leben und Werk
Der im ländlichen Coffeyville im Bundesstaat Kansas geborene Hopkins, war der Sohn eines Geistlichen. Er wuchs in Michigan auf und studierte Musiktheorie und Komposition am Oberlin College und an der Temple University. Nach seinem Abschluss im Jahr 1933, zog es Kenyon Hopkins nach New York City. Dort besuchte er die Contemporary School of Music und arbeitete mehrere Jahre mit verschiedenen Orchestern zusammen, unter anderen mit dem Bandleader Paul Whiteman und bekannten Instrumentalgrößen wie André Kostelanetz. In dieser New Yorker Zeit entstanden auch eine Reihe von klassischen Konzertwerken von Hopkins, unter anderem zwei Symphonien und mehrere zeitgenössische Kammermusik-Stücke, moderne klassische Werke für den Konzertsaal.
Seine folgende musikalische Karriere in Radio und Theater wurde während des Zweiten Weltkriegs nur durch einen dreijährigen Militärdienst unterbrochen, den er bei der Küstenwache ableistete. Danach kehrte er als Arrangeur und Komponist für den Bandleader Raymond Paige zurück. Von 1951 bis 1961 arbeitete Hopkins dann als musikalischer Direktor für die Radio City Music Hall. Von 1963 bis 1964 auch für ein einjähriges Intermezzo als Musikdirektor für das CBS-Funknetz.
Im Jahre 1956 begann seine Karriere als Filmkomponist, als ihn der Regisseur Elia Kazan für die Tennessee-Williams-Verfilmung Baby Doll – Begehre nicht des anderen Weib mit Karl Malden, Carroll Baker und Eli Wallach engagierte.
1957 verpflichtete ihn der Regisseur Sidney Lumet für sein preisgekröntes Meisterwerk Die zwölf Geschworenen mit Henry Fonda in der Hauptrolle. Kenyon Hopkins durfte für den Film nur 2 Stücke komponieren, die den Film aber strategisch zu Beginn und am Ende des Films mit den Stücken Boy's Theme und Rose Bud wie eine starke emotionale Klammer umschlossen und viel zur Wirkung und zur Atmosphäre des Films beitrugen. Noch im gleichen Jahr komponierte er die Musik für Jack Garfeins Drama Stirb wie ein Mann mit Ben Gazzara.
1959 arbeitete er erneut mit Sidney Lumet zusammen. Diesmal bei der Tennessee-Williams-Verfilmung Der Mann in der Schlangenhaut, wo Marlon Brando die Rolle des Valentine 'Snakeskin' Xavier verkörperte. 1960 komponierte er für Elia Kazan die Musik für dessen Drama Wilder Strom mit Montgomery Clift und Lee Remick.
1961 folgte der Philip Dunne Film Lied des Rebellen mit dem Rock ’n’ Roll Star Elvis Presley in der Hauptrolle. Im selben Jahr schuf er die Jazz-Komposition für Robert Rossens Drama Haie der Großstadt um den Poolbillardspieler Eddie Felson, die dem Schauspieler Paul Newman mit einer weiteren Verkörperung der Figur 1986 in der Fortsetzung Die Farbe des Geldes von Regisseur Martin Scorsese 1987 einen Oscar als Bester Hauptdarsteller einbrachte.
Darüber hinaus schrieb er in den 1960er Jahren die dramatischen Filmmusiken für Buzz Kuliks Kennwort: Canary, für Robert Rossens Lilith, für Delbert Manns Gesicht ohne Namen oder Sydney Pollacks Dieses Mädchen ist für alle. Danach entstanden aber auch Scores für Komödien wie Peter Tewksburys Doktor – Sie machen Witze! und James Neilsons Wer trägt bei Rosie schon Pyjamas? oder den Kriminalfilm Der schnellste Weg zum Jenseits von David Lowell Rich mit Kirk Douglas. 1969 kehrte Hopkins mit der Musik für seinen letzten Kinofilm Schußfahrt einem spannungsgeladenen Action-Drama von Regisseur Michael Ritchie mit Robert Redford in der Hauptrolle zu seinen bewährten Wurzeln dem ernsthaften Sujet zurück.
In den 1970er Jahren entstanden noch mehrere Kompositionen für Fernsehfilme und Fernsehserien oder Episoden für Fernsehdokumentarserien wie Geheimnisse des Meeres des Regisseurs und Tauchers Jacques Cousteau.
Hopkins beinahe 50-jährige Karriere verlief im Wechsel zwischen Kino, Radio und Theater. Neben der Filmmusik entstanden mit modernen klassischen Kompositionen für den Konzertsaal bis hin zu Aufnahmen im Bereich des Jazz und des Space Age Pop während der 1950 und 1960er Jahre in den USA zahlreiche Instrumental-Alben, unter anderem für die Plattenfirmen Capitol Records, ABC-Paramount, und später auch für Verve Records. Darüber hinaus bleibt Hopkins für seine Arbeit als Musikdirektor für populäre TV-Serien wie Männerwirtschaft in den 1970er Jahren in Erinnerung. 1979 schrieb er für die ABC Afterschool Specials seine letzte Musik.
Kenyon Hopkins verstarb am 7. April 1983 im Alter von 71 Jahren in Princeton.

## Diskografie

### Kino
- 1956: Baby Doll – Begehre nicht des anderen Weib (Baby Doll)
- 1957: Die zwölf Geschworenen (12 Angry Men)
- 1957: Stirb wie ein Mann (The Strange One)
- 1960: Der Mann in der Schlangenhaut (The Fugitive Kind)
- 1960: Wilder Strom (Wild River)
- 1961: Lied des Rebellen (Wild in the Country)
- 1961: Haie der Großstadt (The Hustler)
- 1963: Kennwort: Canary (The Yellow Canary)
- 1964: Lilith
- 1966: Gesicht ohne Namen (Mister Buddwing)
- 1966: Dieses Mädchen ist für alle (This Property Is Condemned)
- 1967: Doktor – Sie machen Witze! (Doctor, You've Got to Be Kidding!)
- 1968: Der schnellste Weg zum Jenseits (A Lovely Way to Die)
- 1969: The Tree
- 1969: Wer trägt bei Rosie schon Pyjamas? (The First Time)
- 1969: Schußfahrt (Downhill Racer)

### Fernsehen
- 1964: East Side/West Side (Fernsehserie)
- 1964: The Reporter (Fernsehserie) (13. Episoden)
- 1964: Hawk (Fernsehserie)
- 1967: The Borgia Stick (Fernsehfilm)
- 1968: The Secret of Michelangelo (Fernsehfilm)
- 1970: Geheimnisse des Meeres (The Undersea World of Jacques Cousteau) (Fernsehdokumentarserie)
- 1970: Männerwirtschaft (The Odd Couple) (Fernsehserie)
- 1972: The New Healers (Fernsehfilm)
- 1973: The World Turned Upside Down (Fernsehdokumentarfilm)
- 1974: Lincoln: Trial by Fire (Fernsehdokumentarserie) (27. Episoden)
- 1979: ABC Afterschool Specials (Fernsehserie)

### Kenyon Hopkins mit dem Creed Taylor Orchester
- 1958: Shock (ABC-Paramount)
- 1959: Once around the Clock with Patricia Scot (ABC-Paramount)
- 1959: Lonelyville, the nervous beat (ABC-Paramount)
- 1959: The Sound Of New York (ABC-Paramount)
- 1959: Panic, the Son of Shock (ABC-Paramount)
- 1960: Ping Pang Pong the Swinging Ball (ABC-Paramount)

### Jazz und andere Kompositionen
- 1957: Eleven against the Ice (RCA Records)
- 1959: Ridin' the Rails (Capitol Records)
- 1959: Rooms (Righteous Records)
- 1961: Sound Tour: France (Verve Records)
- 1962: Sound Tour: Spain (Verve Records)
- 1962: Sound Tour: Hawaii (Verve Records)
- 1962: Sound Tour: Italy (Verve Records)
- 1962: Nightmare!! (MGM Records)